# Peter Lundblad (ämbetsman)
Konrad Peter Lundblad, född den 14 augusti 1868 i Ulricehamn, död den 18 oktober 1933 i Helsingborg, var en svensk ämbetsman.
Lundblad blev student vid Lunds universitet 1888 och avlade examen till rättegångsverken 1891. Han blev extra ordinarie notarie i Svea hovrätt 1892, var tillförordnad domhavande på Gotland 1894–1895 och 1900, sekreterare hos Visby stads byggnadsnämnd 1901–1913, vice auditör vid Gotlands infanteriregemente 1902–1907 och rådman i Visby 1902–1913. Lundblad var länsnotarie  i Gotlands län 1902–1913 och landssekreterare där 1913–1931. Han blev riddare av Nordstjärneorden 1919 och kommendör av andra klassen av samma orden 1929. Lundblad vilar på Nya kyrkogården i Helsingborg.